# دیر البلح
دیر البلح(عربی:دیرالبلح)؛ (به لاتین: Deir al-Balah) یک شهر در نوار غزه است که در استان دیرالبلح واقع شده‌است.